# Elio Verde
Elio Verde (ur. 10 września 1987) – włoski judoka, występujący w kategorii  do 60 kg, brązowy medalista Mistrzostw Świata, trzykrotny brązowy medalista Mistrzostw Europy. Złoty medalista Igrzysk Śródziemnomorskich 2009 roku.